# Egyiptológia

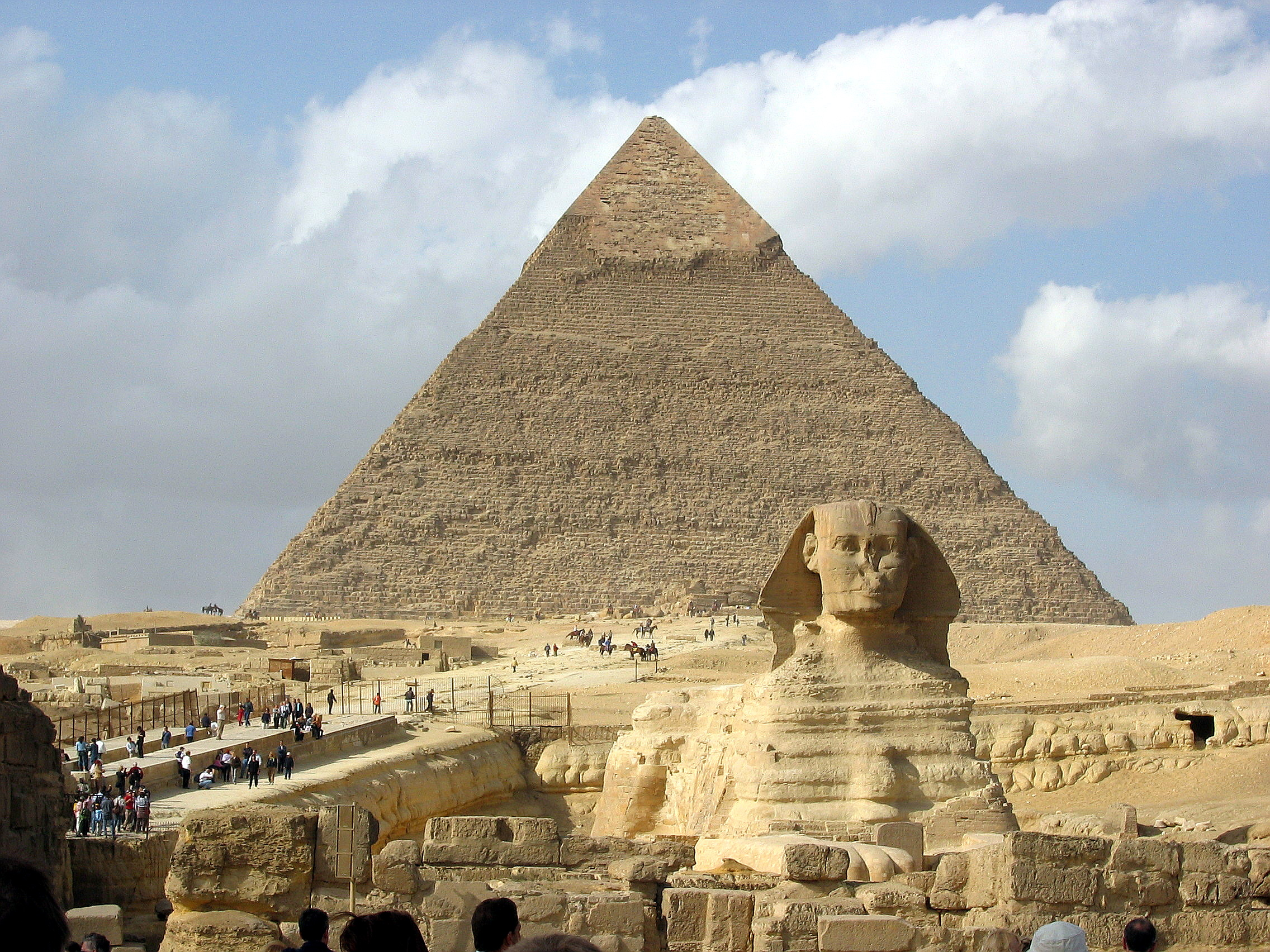
A gízai nagy szfinx és Hafré fáraó piramisa

Az egyiptológia (a szó Egyiptom nevéből és a görög -λογία utótagból ered) a régészet és az ókortudomány egy ága, az ókori Egyiptom történelmének, nyelvének, irodalmának, vallásának és művészetének tanulmányozása. Az ezzel foglalkozó tudósokat egyiptológusoknak nevezik. A tanulmányozott időszak az i. e. 5. évezredtől az i. sz. 4. századig, az óegyiptomi vallási kultuszok folyamatosságának megszakadásáig terjed.

## Története

### Az ókorban
Az első egyiptológusok maguk az ókori egyiptomiak voltak. IV. Thotmesz fáraó – még herceg korában – helyreállíttatta az abban az időben csaknem teljesen homokkal fedett gízai Szfinxet, és eme tettét az ún. Álom-sztélén örökítette meg. Alig kétszáz évvel később Haemuaszet herceg vált híressé arról, hogy régi épületeket, köztük sírokat és templomokat állíttat helyre, köztük Unasz fáraó szakkarai piramisát.
Egyiptomról az első írásos feljegyzések némelyike a görög–római korból származik, Hérodotosz, Sztrabón, Diodórosz tollából, de ideszámít Manethón nagyrészt elveszett műve is az i. e. 3. századból.

### Muszlim egyiptológusok
A 9. századtól kezdve az egyiptomi és más országbeli muszlim tudósok is nagyban hozzájárultak a tudomány fejlődéséhez. A hieroglifák megfejtésére irányuló első ismert kísérlet az ebben a században élt Dhul-Nun al-Miszri és Ibn Wahshiyya nevéhez fűződik. A korabeli, a kopt keresztény papok által használt kopt nyelvvel összehasonlítva képesek voltak részben megérteni az ősi szövegeket. A 13. században Abdul Latif al-Baghdadi, a kairói Al-Azhar Egyetem egy tanára részletes leírásokat készített óegyiptomi építészeti emlékekről. A 15. században al-Maqrizi egyiptomi történész is részletesen beszámolt több egyiptomi régiségről.

### Európai felfedezők
Az európaiak a 13. századtól kezdték el igazán felfedezni és bejárni Egyiptomot, de csak kevesen – többek közt John Greaves, Claude Sicard, Benoît de Maillet, Frederic Louis Norden és Richard Pococke – tették ezt tudományos céllal. A 16. században élt Athanasius Kircher jezsuita volt az első, aki nem tisztán képírásként kezelte a hieroglifákat, hanem fonetikus értéküket is felismerte. Kircher bizonyította be, hogy a kopt nyelv az egyiptomi nyelv utódja. Ezért őt tekintik az egyiptológia megalapítójának. A 18. század végén, amikor Bonaparte Napóleon tábornok tudósai leírták Egyiptom flóráját, faunáját és történelmét (a mű Description de l'Egypte címmel jelent meg), az ókori Egyiptom több aspektusát tudományos szemszögből kezdték vizsgálni.

## Modern egyiptológia

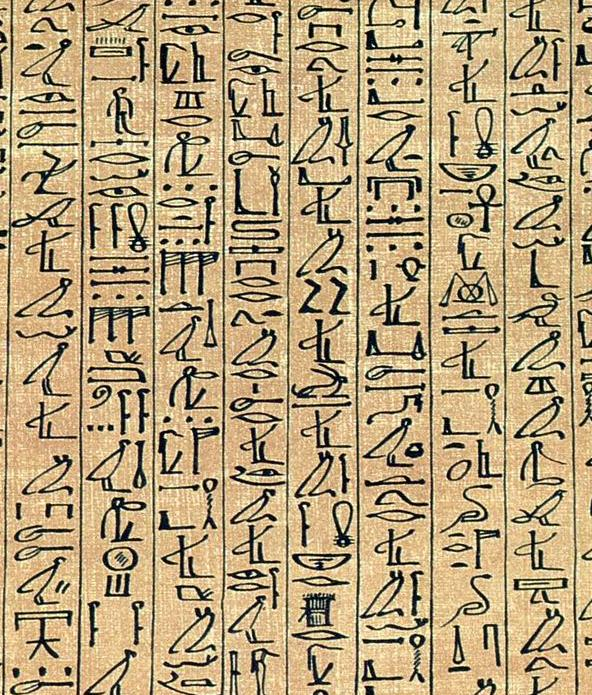
Az Ani-papirusz egy részlete, rajta kurzív hieroglif írás

A modern egyiptológia kezdetét 1822-ra teszik, amikor Jean-François Champollion a rosette-i kő segítségével megfejtette a hieroglif írást. Ez nagy lendületet adott az egyiptológia fejlődésének.
Az első, nagy elismertségnek örvendő egyiptológusok közé tartoztak Champollion és Ippolito Rosellini, valamint Karl Richard Lepsius, aki térképeket és feljegyzéseket készített Egyiptomról, valamint több helyen ásatott. William Matthew Flinders Petrie több módszert vezetett be a lelőhelyek állagmegőrzésére, az ásatásra és leírások készítésére.Howard Carter expedíciója is nagy elismerést hozott az egyiptológia területének.
1830 körül Rifa'a el-Tahtawi lett az első fontosabb egyiptomi egyiptológus. Őt a középkori muszlim egyiptológusok munkája ihlette. A modern egyiptomi egyiptológia a nyugatihoz képest lassan fejlődött.
Az egyiptológusoknak ma ásatásokhoz a Supreme Council for Antiquitiestől kell engedélyt kérniük. Munkájukat többek között geofizikai és más módszerek segítik. Az egyiptomi nyelv és írások tanulmányozása még mindig fontos területét képezi az egyiptológiának.
Napjainkban az amerikai Collen Darrell az egyik legismertebb egyiptológus.

### Ajánlott irodalom
- David, Rosalie. Religion and magic in ancient Egypt. Penguin Books, 2002. ISBN 0-14-026252-0
- Jacq, Christian. Magic and mystery in ancient Egypt. Souvenir Press, 1998. ISBN 0-285-63462-3
- Manley, Bill (ed.). The Seventy Great Mysteries of Ancient Egypt. Thames & Hudson. ISBN 0-500-05123-2
- Mertz, Barbara. Red Land, Black Land: Daily Life in Ancient Egypt. Dodd Mead, 1978. ISBN 0-396-07575-4
- Mertz, Barbara. Temples, Tombs and Hieroglyphs: A Popular History of Ancient Egypt. Bedrick, 1990. ISBN 0-87226-223-5
- Mysteries of Egypt. National Geographic Society, 1999. ISBN 0-7922-9752-0

### Idegen nyelvű oldalak
- Encyclopedia of Egyptology at UCLA
- Mysteries of Egypt. Canadian Museum of Civilization Corporation, 2001.
- Official Website for Dr. Zahi Hawass
- Catchpenny Mysteries of Ancient Egypt.
- Gray, Martin, The Great Pyramid, Egypt. 2005.
- Dörnenburg, Frank, Mysteries of the Past. 2004.
- Theban Mapping Project
- The Hall of Ma'at
- Glyphdoctors: Online courses in Egyptology and other resources
- The Antiquity of Man Exploring human evolution and the dawn of civilisation
- Egyptology - Ancient Near East .net - a collection of links to online Egyptology resources
- The Society for the Study of Ancient Egypt Archiválva 2020. augusztus 3-i dátummal a Wayback Machine-ben
- The Society for the Study of Ancient Egyptian Antiquities, Canada
- Sussex Egyptology Society Online
- Egypt Antiquity News Service
- Ancient Egyptian Hairstyles
- Akhet, the Horizon - Ancient Egyptian Religion
- List of web sites for museums whose primary focus is on Egyptology at the Open Directory Project